# Mariä Opferung (Poxdorf)

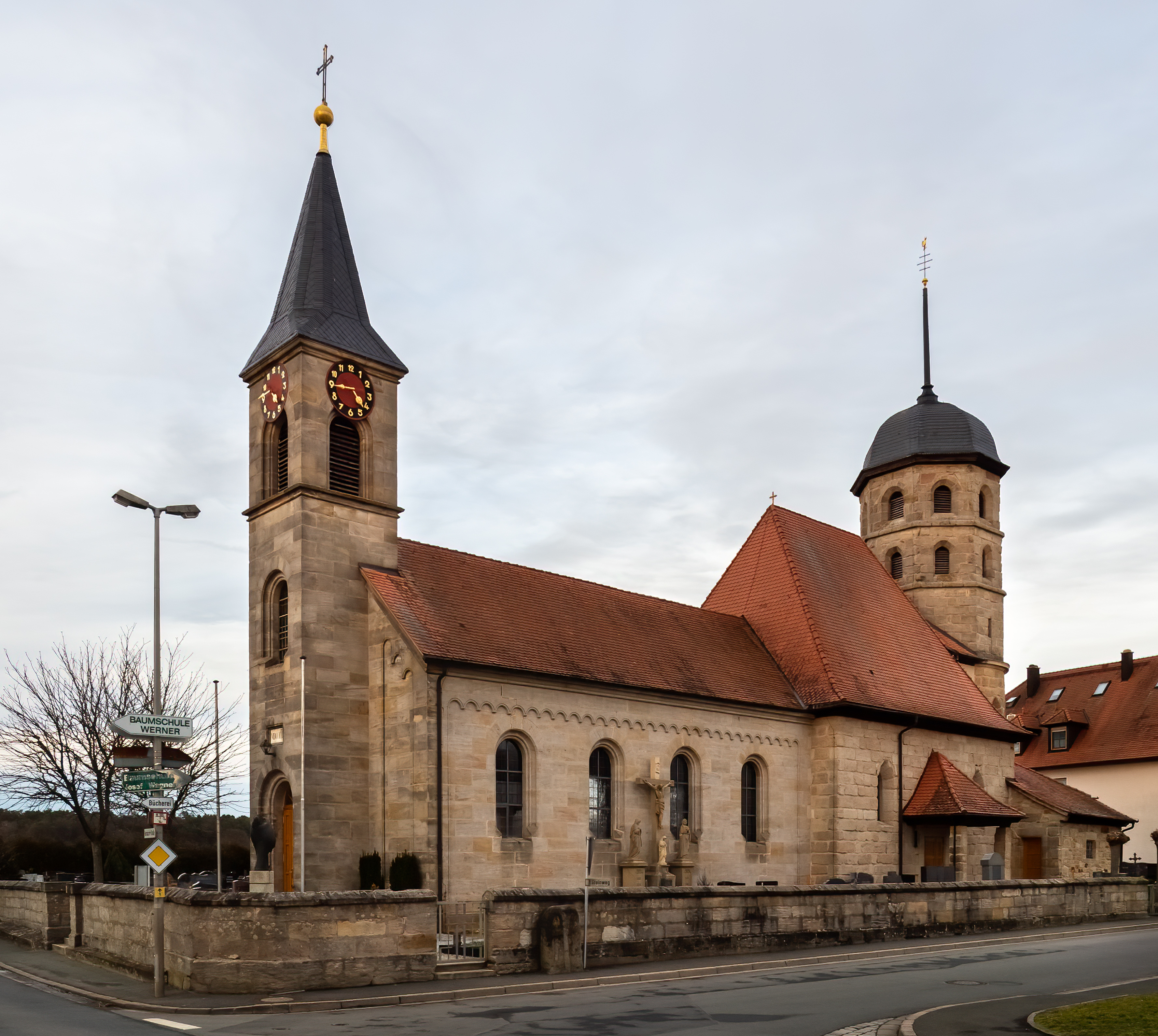
Doppelturmkirche: vorderer Teil von 1853

Die Pfarrkirche Unsere liebe Frau in Jerusalem (Mariä Opferung) Poxdorf, ist eine römisch-katholische Kirche in Poxdorf, einer Gemeinde im oberfränkischen Landkreis Forchheim.
Die Doppelkirche setzt sich aus einem alten Teil von 1853 und einem neuen Teil von 1924 zusammen.

## Geschichte
Der vordere Teil stammt aus dem Jahr 1853 und zeigt den neuromanischen Langhausbau mit vorgesetztem Fassadenturm und Haupteingang. Dieser ältere Teil wurde mit der Hilfe von Wohltätern und Beiträgen der Gemeinde errichtet. 1924, als die Kirche aufgrund des Bevölkerungswachstums zu klein wurde, entschied man sich für einen Erweiterungsbau mit achteckigem Turm und abgewalmtem Ziegelsatteldach. Die Erweiterung fand 1924 durch Fritz Fuchsenberger aus München statt.

## Architektur und Ausstattung
Das Langhaus ist ein Sandsteinquaderbau mit Satteldach und der 1853 erbaute Westturm besitzt ein Zeltdach. Die Osterweiterung von 1924 hat ein Walmdach und der oktogonale Chorturm eine Schweifhaube.

### Altarraum

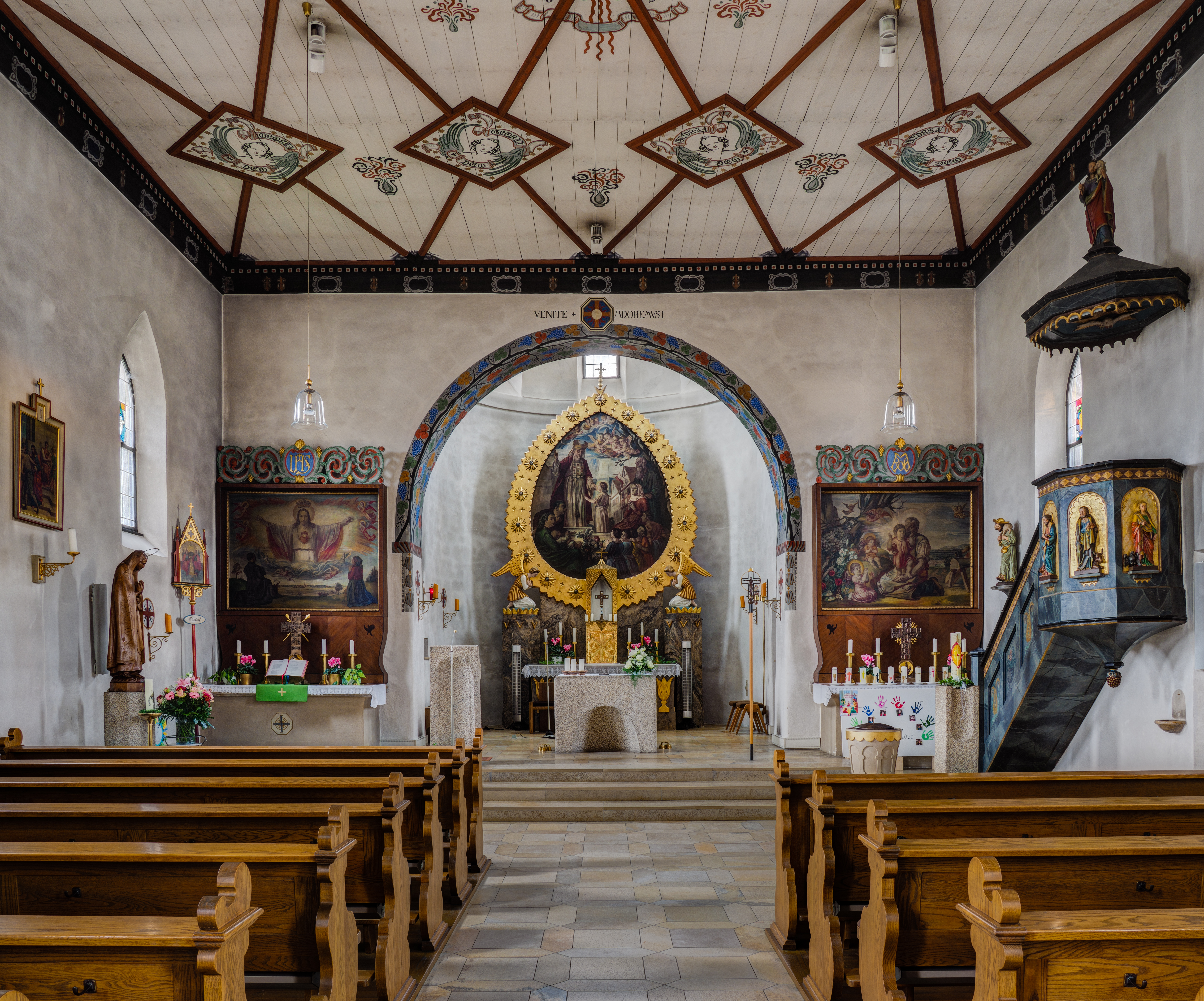
Altarraum

Der Altarraum im Erdgeschoss des Turmes ist verhältnismäßig klein. Auf dem zylinderförmigen Unterbau sitzt eine halbkugelige Kuppel. Durch fünf Stichkappen fällt das Tageslicht indirekt in den Altarraum, so dass sich keinerlei Blendung ergibt. Zwei spitzbogige Nischen sind aus Symmetriegründen als Fenster angedeutet. Die achte Laibung konnte nicht ausgeführt werden, da sich an dieser Stelle der Zugang zum Turm vom Dachboden her befindet.  Die Führungen für die Glockenseile, die früher mit der Hand bedient wurden, sind in den blinden Stichkappen noch zu sehen.
Zum Kirchenschiff öffnet sich der Altarraum durch einen großen Rundbogen, der mit einem farbenkräftigen Weinstock verziert ist (Künstler: Angermaier, München). Er wächst aus stilisierten Wurzeln heraus. Über dem Weinstock steht: „VENITE ADOREMUS!“ (Kommt, lasset uns anbeten!)

### Glocken
Die Pfarrkirche besitzt vier Stahlglocken. Eine davon hängt im alten Turm (Westturm) und wird nicht mehr geläutet.
Ostturm
1. 1000 kg, Ton fis (1924)
2. 700 kg, Ton a  (1924)
3. 500 kg, Ton h (1924)

Westturm
1. 90 kg, Ton d

### Orgel

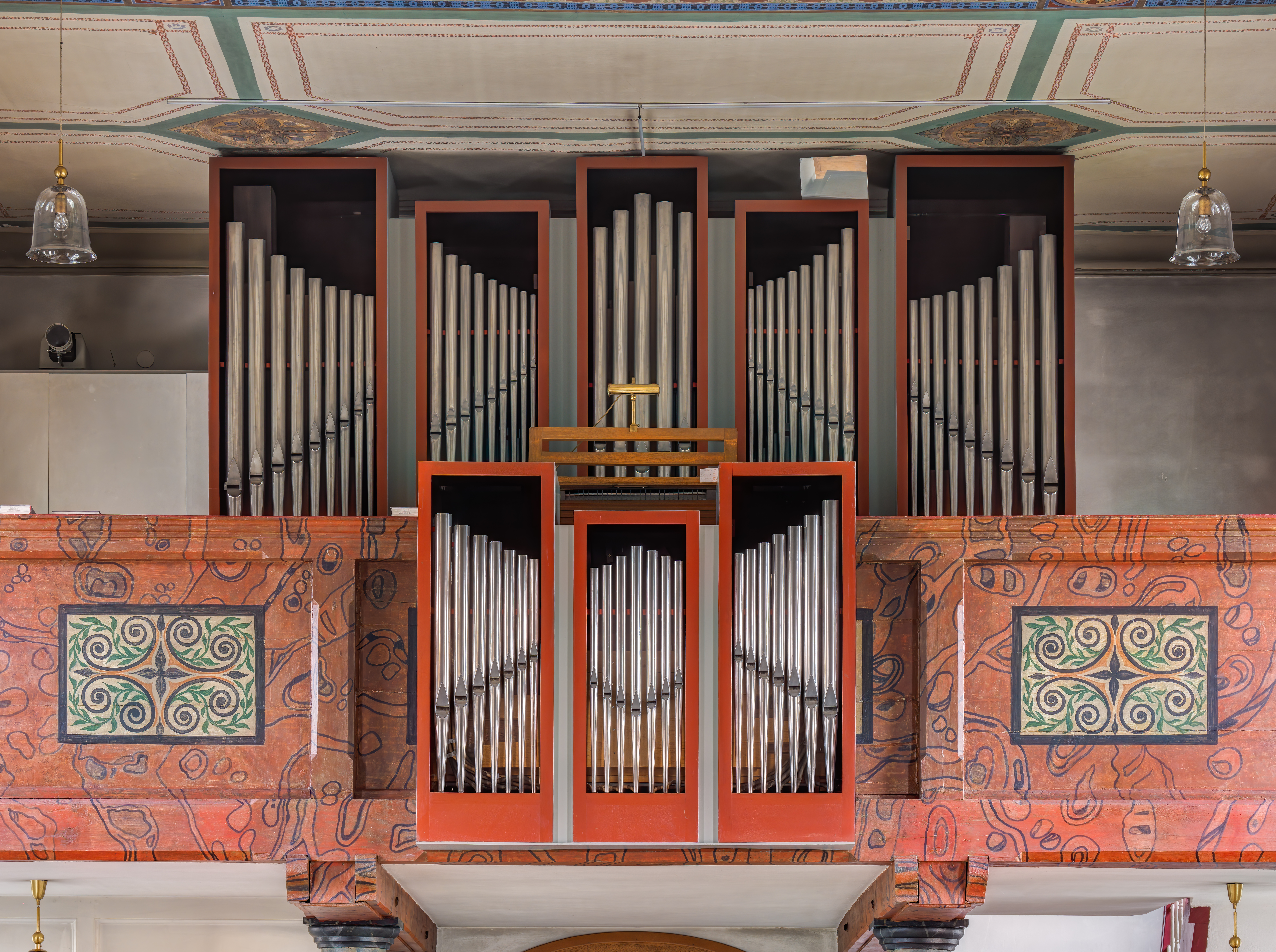
Orgelprospekt

In St. Anna steht bereits die vierte Orgel. Zum Patronatsfest 1970 baute die Firma Otto Hoffmann aus Ostheim v. d Rhön für  45.970,-- DM eine neue Schleifladen-Orgel mit 12 Registern auf 2 Manualen mit Pedalwerk ein.

### Zahlen und Fakten
Die Pfarrkirche Mariä Opferung Poxdorf besteht aus einem Altbau und einem Neubau. Der Altbau hat eine Innenfläche von 98 m² (14 × 7 Meter), das Langhaus eine Traufhöhe von 6 und ein Firsthöhe von 11 Metern. Die Höhe bis Turmhelm beträgt 14 Meter und der Turmhelm ist 6 Meter hoch. Der Turm ist 20 Meter und  mit Kreuzspitze 21,8 Meter hoch.
Der Neubau hat eine Innenfläche von 99 m² (11 × 9 Meter), er besteht aus einem Langhaus, in das der Altar mit einem Durchmesser von 5 Metern integriert ist. Die Traufhöhe liegt wie beim Altbau bei 6 Metern, die Firsthöhe (inklusive vergoldetem Kreuz) bei 13,2 Metern. Der Turm hat bis zur Kreuzspitze eine Gesamthöhe von 30 Metern, die Höhe bis zum Turmhelm beträgt 19 Meter und die des Turmhelms 3 Meter, die lichte Höhe des Balkens ist 5 Meter und die Bekrönung des Turms (Knopf, Hahn und Kreuz) 3 Meter.

## Friedhof
Zur Kirche gehört ein sich nördlich anschließender Friedhof, der Mitte des 19. Jahrhunderts mit einer Mauer aus Sandsteinquadern umfriedet wurde. Die Kirche und ein spätmittelalterlicher Kreuzstein südlich an der Kirchhofmauer, der auf einen abgegangenen Vorgängerkapellenbau hindeutet, stehen unter Denkmalschutz.